# Connie Mark
Constance Winifred Mark (née McDonald, anciennement Goodridge ; 21 décembre 1923 - 3 juin 2007) est une organisatrice et militante communautaire d'origine jamaïcaine. Elle sert comme secrétaire médicale dans le service territorial auxiliaire pendant la Seconde Guerre mondiale. Elle déménage en Angleterre au début des années 1950. Elle devient militante pour les Antillais à Londres, après s'être vue refuser sa médaille de l'Empire britannique. Elle travaille pour faire reconnaître le personnel de service noir négligé pour ses services et cofonde la Mary Seacole Memorial Association pour faire reconnaître les réalisations de la célèbre infirmière jamaïcaine.

## Jeunesse
Constance Winifred McDonald naît le 21 décembre 1923 à Rollington Town, Kingston, Jamaïque, de Mary Rosannah (née Fyfe) et d'Ernest Lynas McDonald,. Dans sa jeunesse, elle est connue sous le nom de "Winnie" puis plus tard sous le nom de "Connie". Elle est d'origine ethnique mixte, ses antécédents comprenant une grand-mère paternelle de la Jamaïque et un grand-père d'Écosse, ainsi qu'une grand-mère maternelle d'origine libanaise et un grand-père paternel ouvrier sous contrat à Calcutta, en Inde. Malgré ses origines diverses, la famille se considère comme britannique, en grande partie parce que la Jamaïque est une colonie britannique à l'époque. Elle est élevée à Kingston et fréquente l'école pour filles de Wolmer.
En 1952, elle se marie avec le lanceur rapide jamaïcain Stanley Goodridge et ils ont par la suite une fille, Amru Elizabeth. Peu de temps après, Stanley remporte un contrat pour jouer au cricket à Durham et il déménage en Angleterre. Après avoir accompli une décennie de service avec le RAMC, McDonald-Goodridge rejoint son mari avec leur fille en Angleterre, où elle donne naissance à leur deuxième enfant, Stanley, en 1957. Elle divorce et se remarie avec Michael Mark.

## Carrière
En 1943, Mark est recrutée pour rejoindre le service territorial auxiliaire (ATS) en raison de son expertise en comptabilité,. Elle travaille à l'hôpital militaire britannique de Kingston, en tant que secrétaire médicale, où elle tape des rapports de blessures de combat. Après six mois de service, elle est promue caporale suppléante et demande son augmentation de salaire comme prévu dans les règlements de l'armée britannique. Le War Office rejette sa demande, déclarant que les soldats de l'ATS n'ont pas droit à l'augmentation. Six mois plus tard, Mark est promu au rand de caporale et son augmentation de salaire est encore rejetée. Mark considère ce refus comme raciste, estimant que, comme elle appartient à un régiment britannique du Royal Army Medical Corps (RAMC), elle doit être traitée comme les autres membres de ce personnel. Elle dit : « Nous étions britanniques ! L'Angleterre était notre mère patrie. Nous avons été élevés dans le respect de la famille royale." Elle se bat pour ses arriérés de salaire, considérant que le roi les lui doit, mais ne les recevra jamais,.
À la fin de la guerre, le commandant de Mark's demande à ce qu'elle reçoive la médaille de l'Empire britannique, mais celle-ci lui est refusée. Elle pense que le refus vient du fait qu'elle a refusé de nettoyer les quartiers privés du personnel des officiers britanniques. En 1949, lorsque l'ATS est fusionné avec le Corps d'armée royal féminin, elle s'inscrit pour un service supplémentaire,.
Une fois installée en Grande-Bretagne, Mark reprend son travail de secrétaire médicale. Elle s'implique dans des œuvres caritatives, des services communautaires et des projets éducatifs,. Elle rejoint l'Association des ex-militaires antillais et fait pression pour qu'ils ajoutent des femmes au titre de l'organisation, poursuivant sa lutte pour la reconnaissance des contributions des femmes à l'effort de guerre.
En 1980, Mark fonde une organisation appelée les Amis de Mary Seacole, qui est rebaptisée Mary Seacole Memorial Association,. Marquant le centenaire de la mort de Seacole, un service commémoratif est tenu le 14 mai 1981 et depuis ce temps, l'Association maintient le lieu de sépulture. En 1989, alors que des préparatifs sont en cours pour célébrer la contribution des militaires et des femmes au cinquantième anniversaire du déclenchement de la guerre, Markfait pression pour l'inclusion des Antillais et des femmes. Dans une interview réalisée par Jacqui Harper pour l'émission Hear-Say de la BBC, Mark esprime sa frustration que le service des Black Britons ne soit pas connu. Elle demande une subvention au Greater London Arts Council et organise une exposition de photographies qu'elle a pu collecter auprès du personnel de service et des archives de l'Imperial War Museum pour la célébration de l'anniversaire,. En 1992, Mark reçoit finalement sa Médaille d'Empire britannique pour son service méritoire pendant la guerre,.
En 1993, Mark est informée que le gouvernement britannique crée un fonds de bourses honorant Seacole, pour accorder 25 000 £ par an pour des études de leadership en soins infirmiers. Mark poursuit son activisme, participant chaque année au défilé du jour du Souvenir jusqu'à ce que sa santé ne lui permette plus de le faire. Elle est également connue et respectée pour sa poésie et sa participation à des événements de contes pour défendre la culture caribéenne. En 2001, elle est honorée en tant que membre de l'Ordre de l'Empire britannique.

## Mort et héritage
Mark décède le 3 juin 2007 à l'hôpital Charing Cross, à la suite d'un accident vasculaire cérébral. Ses funérailles ont eu lieu le 22 juin à l'église St. Luke dans l'ouest de Londres,. À titre posthume, une plaque bleue, utilisant l'orthographe traditionnelle MacDonald, du nom de son ancêtre, est installée en son honneur par le Nubian Jak Community Trust à la Mary Seacole House à Hammersmith, ancienne maison de Mark.
En 2018, pour célébrer le 100e anniversaire du droit de vote des femmes, le journal The Voice répertorie Mark – aux côtés de Kathleen Wrasama, Olive Morris, Fanny Eaton, Diane Abbott, Lilian Bader, Margaret Busby et Mary Seacole – dans les huit femmes noires qui ont contribué au développement de la Grande-Bretagne. Elle est également nommée par l'Evening Standard sur une liste de 14 "Femmes britanniques noires inspirantes à travers l'histoire" (aux côtés de Mary Seacole, Claudia Jones, Adelaide Hall, Margaret Busby, Olive Morris, Joan Armatrading, Tessa Sanderson, Doreen Lawrence, Maggie Aderin- Pocock, Sharon White, Malorie Blackman, Diane Abbott et Zadie Smith).
Le 21 décembre 2018, Google publie un Google Doodle honorant Connie Mark à l'occasion de l'anniversaire de sa naissance (cela aurait été son 95e anniversaire).